# Thunudruma
Thunudruma (łac. Diocesis Thunudrumensis) – stolica historycznej diecezji w Cesarstwie rzymskim w prowincji Afryka Prokonsularna, sufragania metropolii Kartagina. Współcześnie w Tunezji. Obecnie katolickie biskupstwo tytularne.

## Biskupi tytularni
| Lp. | Biskup                     | Funkcja                                                               | Od                 | Do          |
| --- | -------------------------- | --------------------------------------------------------------------- | ------------------ | ----------- |
| 1   | Jérôme-Théodore Lingenheim | emerytowany biskup Sokodé (Togo)                                      | 198 listopada 1964 | 3 maja 1985 |
|     | Félicien Muvara            | biskup pomocniczy elekt Butare (Rwanda) zrezygnował z przyjęcia sakry | 15 grudnia 1988    | luty 1989   |
| 2   | Josef Hrdlička             | biskup pomocniczy Ołomuńca (Czechy)                                   | 17 marca 1990      |             |